# 箱入娘と番頭
『箱入娘と番頭』（はこいりむすめとばんとう）は、1956年（昭和31年）7月26日に公開された日本映画。製作は宝塚映画製作所（現在の宝塚映像）、配給は東宝。モノクロ、スタンダード。 

## スタッフ
- 製作：引田一郎[要出典]
- プロデューサー：山本紫朗[要出典]
- 監督：青柳信雄
- 原作：館直志『お家はんと直どん』
- 脚本：中川順夫
- 音楽：河村篤二
- 撮影：西垣六郎
- 美術監督：北猛夫
- 美術：清水喜代志
- 録音：高木梅之助
- 照明：中江啓介
- チーフ助監督：岩城英二
- 製作担当者：久松健二

## キャスト
- てる（伊藤文の隠居）：初音礼子
- 庄一郎（長男）：丘寵児
- 芳夫（次男）：沖諒太郎
- よね子（庄一郎の妻）：汐風享子
- 直吉（夜店のてんぷら屋）：柳家金語楼
- 妙子（直吉の娘）：扇千景
- おつた（料亭隅田川の女将）：一の宮あつ子
- とめ（仲居）：吉川雅恵
- 白坂製紙社長：寺島雄作
- 白坂礼子（娘）：環三千世
- 礼子の恋人：小原新二
- 伊藤証券の客：森川金太郎
- 伊藤証券の事務員A：時雨乙和
- 伊藤証券の事務員B：水代玉藻
- 伊藤証券の事務員C：伊藤孝雄
- 水をかける男：港武雄
- てんぷらやの客A：志茂山剛
- てんぷらやの客B：植田裕子
- てんぷらやの客C：山田和子

## 同時上映
- 恐怖の逃亡
  - 原作：北原武夫／脚本：西村勉／監督：マキノ雅弘／主演：宝田明